# Dietrich Bonhoeffer
Dietrich Bonhoeffer (Breslau (danas Wrocław), Šleska, Poljska, 4. veljače 1906., - 9. travnja 1945., Flossenburg), njemački protestantski pastor, teolog, borac protiv nacizma, te jedan od osnivača Ispovjedne Crkve, kršćanskog pokreta otpora nacizmu.
Jedan je od najznačajnijih teologa prve polovice dvadesetog stoljeća čiji je utjecaj posebno jačao nakon njegove smrti. Od 1933. aktivno se uključuje u borbu protiv nacionalsocijalizma te je jedan od najznačajnijih predstavnika Ispovijedajuće crkve koja se žestoko protivila sprezi Evangeličke crkve u Njemačkoj s nacistima. Sudjelovao je u nastanku jednog od najznačajnijih crkvenih dokumenata 20. stoljeća, Barmenskoj deklaraciji. Od 1939. – 1941. nalazi se na studijskom putovanju u SAD no vraća se i pridružuje se grupi koja planira atentat na Hitlera. 1945. ubijen u logoru Flossenburgu od strane nacista.

## Životopis

### Mladost i obrazovanje
Rodio se u mjestu Breslau, Šleska, u obitelji srednje klase. Imao je sestru blizanku Sabine, a njih dvoje su bili šesto i sedmo dijete od ukupno osam koliko ih je bilo. Jedan brat mu je poginuo u Prvom svjetskom ratu, a drugi je bio poznati psihijatar u Berlinu. Iako je mislio da će krenuti očevim stopama, osjetio je Božji poziv i odlučio postati svećenik. Obitelj je poduprla njegovu odluku. Završio je sjemenište i postao doktor teologije. Doktorirao je 1927. godine radom Zajedništvo svetih (Sanctorum Communio).

### Pastoralni i teološki rad
Nije odmah postao aktivan u svom poslanju, već je otišao u inozemstvo. S 24 godine bio je u SAD-u i sakupio mnogo duhovnih pjesama u baptističkoj crkvi. Zabilježio ih je i odnio kući u Njemačku. Kratko je bio u Londonu gdje je, Nijemcima koji su živjeli u Londonu, propovijedao u dvije protestantske crkve njemačkim jezikom. Kada se vratio u Njemačku počeo je propovijedati, a napisao je i nekoliko knjiga.

### Otpor nacionalsocijalizmu
Kao odlučan protivnik nacizma i Adolfa Hitlera, bio je mišljenja da Crkva ne reagira zbog čega je bio ogorčen. Htio je njenu veću ulogu u kritici nacionalsocijalističkog režima. Nije podržavao antisemitsku politiku. Iz potrebe za otporom nacizmu, zajedno s još nekoliko uglednih crkvenih dužnosnika, osnovao je Ispovijedajuću Crkvu (Bekennende Kirche). Pomagao je Židovima da odu iz Njemačke. Nacisti su mu zabranili propovijedati, kasnije poučavati, a na kraju i svaki javni rad. Organizirao je predavanja za pastore Ispovijedajuće Crkve, a povezao se i s pripadnicima njemačke obavještajne službe (Abwehra) koji su htjeli zbaciti nacistički režim. Nakon što je Operacija Walküre 1944. godine propala, zatvoren je i premještan po raznim koncentracijskim logorima, završivši u Flossenburgu, gdje je pogubljen vješanjem u zoru 9. travnja 1945. godine, tri tjedna prije oslobođenja grada. S njim je pogubljen i njegov brat Klaus te dvojica njegovih šurjaka.
Junak njemačkog otpora nacizmu, kao i Sophie Scholl. Do njega je doveo trag novca upotrijebljenog za spas Židova.

## Djela
Bonhoeffer se u svojim djelima, pismima i predavanjima zauzimao za ekumenizam, solidarnost i suvremeno kršćanstvo prilagođeno sekulariziranom svijetu.
Glavna Bonhoefferova djela su:
- Cijena učeništva (Nasljedovanje) (Nachfolge, 1937.)[4]
- Zajednički život (Gemeinsames Leben, 1939.)[5][6]
- Etika (Ethik, 1949.)[7][8]
- Otpor i predanje (Widerstand und Ergebung, 1951.)[9][10][11]

## Vanjske poveznice
Mrežna mjesta
- Dietrich Bonhoeffer: Cijena učeništva - izvatci iz knjige
- Dietrich Bonhoeffer: O gluposti
- Internationalen Bonhoeffer-Gesellschaft (njem.)
- International Bonhoeffer Society, (engl.)